# Santa Maria la Longa
Santa Maria la Longa är en ort och kommun i regionen Friuli-Venezia Giulia i Italien och tillhörde tidigare även provinsen Udine som upphörde 2018. Kommunen hade 2 317 invånare (2018).